# (34524) 2000 SZ195
2000 SZ195 (asteroide 34524) é um asteroide da cintura principal. Possui uma excentricidade de 0.07856960 e uma inclinação de 0.27948º.
Este asteroide foi descoberto no dia 24 de setembro de 2000 por LINEAR em Socorro.